# الرمادة (وشحة)

تعديل مصدري - تعديل

الرمادة هي إحدى قرى عزلة بني سعد بمديرية وشحة التابعة لمحافظة حجة، بلغ تعداد سكانها 49 نسمة حسب تعداد اليمن لعام 2004.